# De vulgari eloquentia
(Dante Alighieri, De vulgari eloquentia, Libro primo, VIII, 5)
Il De vulgari eloquentia ("L'eloquenza della lingua volgare") è un trattato in lingua latina scritto da Dante Alighieri tra il 1303 ed i primi mesi del 1305.
Pur affrontando il tema della lingua volgare, fu scritto in latino in quanto rivolto principalmente ai dotti del tempo per mostrare loro la bellezza della lingua volgare nella loro lingua, appunto il latino. Inoltre, Dante scrisse in questa lingua per difendersi da eventuali accuse di incultura e soprattutto perché si stava rivolgendo non al popolo bensì alle persone dotte. Il trattato avrebbe dovuto comprendere almeno quattro libri, ma Dante ne compose soltanto uno e parte del secondo.

## Struttura e tema
L'opera si apre con una metafora: Dante dichiara che userà il suo “ingegno e gli scritti e la cultura di altri” per riempire una coppa così grande e per mescerne un dolcissimo idromele.
Il tema centrale dell'opera è l'eloquenza della lingua volgare: nel trattare la materia in maniera esaustiva ed enciclopedica, Dante mette al centro la ricerca di un volgare illustre, ovvero quel volgare che possa assumere i caratteri di lingua letteraria all'interno del variegato panorama linguistico italiano.
Grande importanza riveste anche come trattato di stilistica e di metrica: infatti Dante, dopo aver inquadrato gli stili tragico (nell'accezione di più elevato) e comico (il più umile), codifica e teorizza la canzone di endecasillabi come forma metrica d'eccellenza, adatta allo stile tragico.
Secondo il progetto originale, il trattato sarebbe stato diviso in 4 libri, ma in realtà il lavoro di Dante si è interrotto al capitolo XIV del secondo. L'inizio del primo libro tratta dell'origine delle lingue e delle loro tipologie storico-geografiche. Nelle pagine seguenti Dante affronta il problema della lingua letteraria unitaria, aprendo la cosiddetta "questione della lingua". I paragrafi relativi offrono preziose indicazioni sulla realtà linguistica del primo Trecento. Dante vi classifica i dialetti italiani (volgari municipali) e cerca di individuare quello che ha le caratteristiche per imporsi come lingua letteraria. Nella sua rassegna egli adotta come tratti divisori il fiume Po e la catena degli Appennini, ottenendo una ideale croce che quadripartisce le lingue locali.
Dante definisce la lingua volgare quella lingua che il bambino impara dalla balia, a differenza della gramatica (termine con cui Dante indica il latino) vista come lingua immutabile e ritenuta un prodotto artificiale delle élite. L'autore afferma, dunque, la maggiore nobiltà della lingua volgare, perché è la lingua naturale, la prima ad essere pronunciata nella vita sua e dei suoi lettori: la novità dantesca sta poi anche nell'individuare gli strumenti del volgare come adatti ad occuparsi di qualsiasi argomento, dall'amore alle virtù e alla guerra.
Nel IV capitolo apre la questione di chi sia stato il primo essere umano dotato di parola. La risposta è che la favella sarebbe stata data ad Adamo all'atto stesso della sua creazione (avrebbe pronunziato la parola "El", Dio in ebraico, come invocazione al creatore), anche se la prima persona di cui nella Bibbia viene riferito un discorso è Eva, a cui si riferisce il dialogo con il serpente (il diavolo tentatore).
Tra tutti i volgari italiani, l'autore ne cerca uno che sia illustre, cardinale, regale e curiale:
- illustre perché doveva dare lustro a chi lo parlava;
- cardinale così come il cardine è il punto fisso attorno al quale gira la porta, allo stesso modo la lingua deve essere il fulcro attorno al quale tutti gli altri dialetti possono ruotare;
- regale perché dovrebbe essere degno di essere parlato in una regia (aula);
- curiale perché dovrebbe essere degno di essere parlato in una corte (curia).

Egli non ritiene nessuno dei volgari italiani degno di questo scopo, nonostante alcuni di essi, come il toscano, il siciliano e il bolognese, abbiano un'antica tradizione letteraria. Il volgare ideale viene allora definito con un procedimento deduttivo, come una creazione retorica che si ritrova nell'uso dei principali scrittori del tempo, incluso lo stesso Dante.
Altro tema sul quale il poeta fa chiarezza è quello degli stili in relazione alle tre principali tematiche, accostandovi anche una precisa esemplificazione: armi, amore e rettitudine trovano i loro grandi esponenti nella lingua provenzale, rispettivamente in Bertran de Born, Arnaut Daniel e Giraut de Bornelh. In Italia manca un poeta delle armi, mentre amore e rettitudine, secondo il poeta, hanno tra gli autori italiani in lingua volgare i massimi rappresentanti rispettivamente in Cino da Pistoia e nel suo amico, perifrasi con cui Dante indica sé stesso.

## IlDe vulgari eloquentianel dibattito sulla lingua italiana
Nell'ambito del dibattito tra italianisti, che proponevano di usare una koiné di dialetti su base toscana, e i "toscanisti", tra cui Manzoni, che invece sostenevano che l'italiano dovesse essere il puro dialetto fiorentino, i primi presero il De vulgari eloquentia a manifesto, leggendovi una ricerca di una lingua unitaria anche parlata.
Di diverso avviso fu invece Manzoni, il quale in una lettera scritta nel 1868 sostiene che nel De vulgari eloquentia Dante abbia affrontato la questione del volgare solo per legittimare l'uso del volgare per trattare temi nobili in contesto letterario e per costruire una norma letteraria unitaria, cioè una lingua unitaria unicamente scritta, ma in nessun passaggio egli lo propone come lingua corrente del popolo: "Al libro De Vulgari Eloquio è toccata una sorte, non nova nel suo genere, ma sempre curiosa e notabile; quella, cioè, d'esser citato da molti, e non letto quasi da nessuno, quantunque libro di ben piccola mole, e quantunque importante, non solo per l'altissima fama del suo autore, ma perché fu ed è citato come quello che sciolga un'imbarazzata e imbarazzante questione, stabilendo e dimostrando quale sia la lingua italiana".